# Rudgy Pajany
Rudgy Pajany (Jérôme nascut Pajany, el 6 de juliol de 1990 dins Dakar) és un cantant francès especialitzat en cobertes de 60 70 és i 80 cançons. És més particularment sabut pel seu Mestral de títols Gagnant (fora dins 2013) i En Silenci (fora dins 2015) 

## Biografia
Rudgy Pajany Ha obtingut alguna notorietat internacional per causa de difusió a través de medias del món sencer (Itàlia, Estats Units, França) del seu Mestral Gagnant i En cobertes de Silenci.
Dins 2016 l'àlbum Pluie D'été era fora, el primer sol del qual era En Silenci. Aquest àlbum també inclou una cançó escrita per Hervé Vilard per Rudgy Pajany, J'ne serai jamais

## Discography[6]

### Àlbums
- Mes Jours (2014)
- Pluie d'été (2015)
- Pluie D'été édition spéciale (2018)[7][8]

Àlbum pròxim (2018)
Durant el seu durar entrevista a l'estació radiofònica Chérie80 és, l'artista va anunciar el seu àlbum pròxim seria fora dins 2018.

### Singles[10]
- Mestral Gagnant (2013)
- La Bohème (2014)
- En Silenci (2015)
- Objectif Terre (2015)
- Mon Amant de St Jean (2016)
- Maman (2017)